# Frédéric Gounongbe
Frédéric Gounongbe, né le 1er mai 1988 à Bruxelles en Belgique, est un ancien footballeur international béninois qui évoluait au poste d'attaquant. Il a majoritairement évolué en Belgique et a représenté l'équipe du Bénin. 
Il possède également la nationalité belge.

## Biographie
Né d’un père béninois et d’une mère belge, il possède la double nationalité bénino-belge.
Frédéric Gounongbe est diplômé d’un bachelor en commerce international à l’EPHEC de Bruxelles. Il a voulu décrocher son diplôme avant de signer professionnel. Dans les divisions amateurs belges, le gaucher se fait rapidement une réputation de redoutable finisseur et gravit très vite les échelons pour se hisser parmi les meilleurs buteurs du pays.
Après sa retraite sportive, il est devenu consultant TV pour RTL Sports.

## Carrière en club

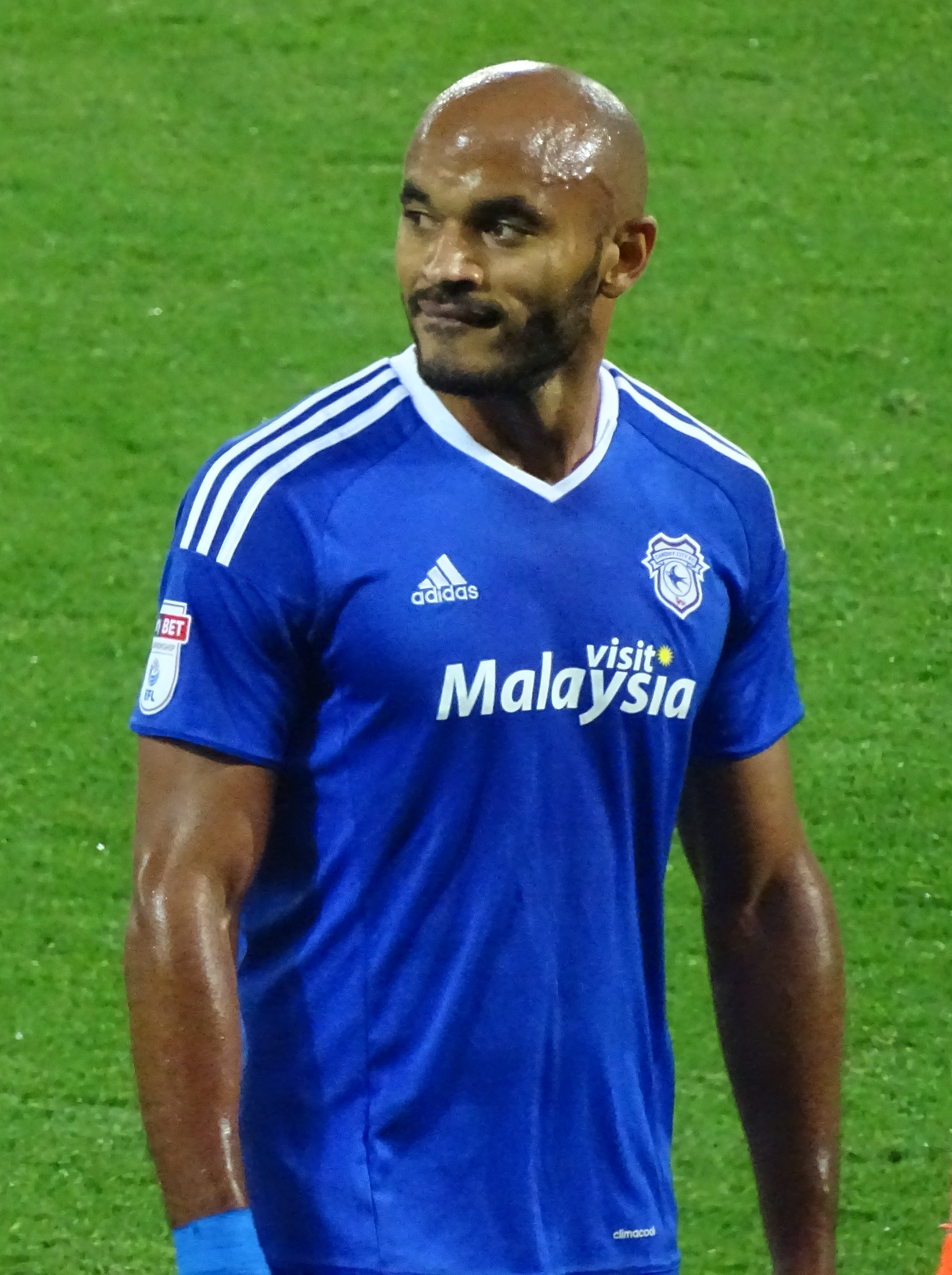
Fréderic Gounongbe

Il commence sa carrière de footballeur en amateur à l’âge de 19 ans au RU Auderghem en division provinciale, puis l’Uccle Leopold en quatrième division. Mais c’est en troisième division belge à Woluwe-Zaventem qu’il se révèle en inscrivant 35 buts en 71 matches joués de 2008 à 2012. Il explose notamment lors de la saison 2011-2012 avec 19 buts inscrits. Il attire les regards de plusieurs clubs de première division notamment.
À 24 ans, le 1er juillet 2012, Gounongbé signe un contrat de deux ans avec Zulte-Waregem en première division belge. « Le club me suit déjà depuis quelques années, ils ont montré leur intérêt au même titre que d'autres équipes de première division. J'ai eu une bonne discussion avec l'entraîneur Francky Dury et la direction du club. J'ai senti qu'ils me voulaient vraiment. C'est un gros défi, mais je veux saisir ma chance en travaillant dur » déclarait-il quelques jours après sa signature. Toon Mertens, chef du scouting Zulte-Waregem était sous le charme du joueur « Frédéric est un avant puissant et a du flair pour marquer. Il a déjà inscrit 16 buts cette saison, raison pour laquelle beaucoup de clubs l'avaient dans leur viseur. Il est vif et rapide pour sa taille (1m90). Il peut jouer aussi bien au centre de l'attaque que sur les flancs »
Mais il n’aura jamais sa chance avec le club en championnat bien qu’il figure à quatre reprises sur le banc de touche sans jamais entrer en jeu. Il sera prêté le 31 août 2012 au FC Brussels (D2) et y réussit sa saison, avec 9 buts en 28 matches joués (dont 25 titularisations). De retour à Zulte-Waregem en fin de saison, l'attaquant n'est pas une priorité dans l'effectif, et retourne définitivement au Brussels pour un bail d’un an le 27 août 2013. La faillite du club bruxellois, puis sa radiation, en juin 2014 font alors de Frédéric Gounongbé un joueur libre. 
Après deux saisons convaincantes en deuxième division, le 1er juillet 2014, il s’engage pour deux saisons avec Westerlo, fraîchement promu en première division belge. Le 2 août 2014, Gounongbé signe son premier but en première division belge lors d’une victoire 3-2 sur la pelouse de Charleroi. Le 23 août 2014, il inscrit son premier doublé en première division contre le Standard de Liège dans un match nul 2-2.
Malgré ses débuts réussis, il ne joue que 17 matches et pour un total de 9 buts, qui lui permettent de contribuer au maintien de son club dans l’élite. En 2015-16, Gounongbé confirme ce qu’il avait déjà laissé entrevoir la saison précédente, avec 8 buts marqués à l’issue de la phase aller du championnat. Il prend pour la première fois de la saison la tête du classement des buteurs, le 14 février 2016 avec 12 buts. Il termine la saison comme co-meilleur buteur du championnat avec 13 buts et 5 passes décisives.
En fin de contrat, le 1er juillet 2016  il signe pour deux ans à Cardiff City en Championship , deuxième division anglaise. Le séjour dans la capitale galloise est un vrai chemin de croix pour l'attaquant : après deux rencontres comme titulaire, il prend peu à peu place sur le banc, puis en tribune. Il ne joue pas de match officiel pendant près d'un an, puis réapparaît brièvement dans l'effectif pour quelques bribes de match. Il disparaît définitivement de l'équipe en décembre 2017, et son contrat n'est pas renouvelé.
Sans club, l'avant béninois choisit de mettre un terme à sa carrière en février 2019.

## Equipe nationale
Gounongbé rejoint les rangs de la sélection béninoise lors des préliminaires de la CAN 2015, il est convoqué par Didier Ollé-Nicolle pour la première fois avec les Ecureuils en  2014. Il fait ses débuts avec une entrée en jeu à la place de Mohammed Aoudou à la 75e minute à Sao Tomé le 18 mai 2014. Après seulement quelques minutes sur le terrain, il débloque le match, obtenant un penalty transformé par le capitaine Stéphane Sessègnon pour l’ouverture du score à la 80e minute (V. 2-0).
Il fête sa première titularisation lors du match contre le Sao Tomé à Porto-Novo le 1er juin 2014. Il marque son premier but avec les Écureuils à la 21e minute d’une superbe reprise de volée du gauche. Le Bénin l'emporte 2-0, et Gounongbé a droit à une ovation debout lors de sa sortie.
Après un an d'absence, Gounongbé fait son retour en sélection le 6 septembre 2015 sous les ordres d’Omar Tchomogo, lors de la 2e journée des qualifications de la CAN Gabon 2017 contre le Mali à Cotonou. En novembre, monté au jeu, il obtient à nouveau un penalty, encore transformé par Sessègnon. 
Il inscrit son dernier but en sélection le 23 mars 2016 lors de la troisième journée des éliminatoires de la CAN 2017 face au Soudan du Sud.

## Palmarès
Le 10 janvier 2015, Gounongbé est élu joueur béninois de l’année 2014 par le réputé site de football béninois bjfoot.com 